# Luis Pérez Cistué
Luis Pérez Cistué fue propietario agrícola y político.

## Reseña biográfica
Accionista de la S.U.Z.C. (Sociedad Aragonesa de Urbanismo y Construcción).
Fue Diputado en representación del distrito Tarazona-Borja.
Fue senador por la provincia de Zaragoza entre 1914 y 1923.
Del 24 de abril de 1905 al 01 de diciembre de 1909 fue Presidente de la Diputación Provincial de Zaragoza.
| Predecesor: Enrique Naval y Garcés | Presidente de la Diputación Provincial de Zaragoza 24 de abril de 1905 - 01 de diciembre de 1909 | Sucesor: Sixto Celorrio Guillén |